# Raymond Bailey
Raymond Thomas Bailey (* 6. Mai 1904 in San Francisco; † 15. April 1980 in Irvine, Kalifornien) war ein US-amerikanischer Schauspieler.

## Leben
Bailey zog bereits als Jugendlicher nach Hollywood, um dort als Filmschauspieler zu arbeiten. Da die Angebote zunächst ausblieben, verdingte er sich zeitweise als Tagelöhner, bevor er nach New York umzog, um es dort an einem Theater zu versuchen. Als auch dieses Unterfangen erfolglos blieb, wurde er für einige Jahre Seemann auf einem Frachter. Sein zweiter Anlauf ins Filmgeschäft 1938 verlief etwas besser und bis 1942 erhielt er kleinere Rollen in knapp 30 Spielfilmen, jedoch meist ohne Namensnennung im Abspann. Mit dem Eintreten der USA in den Zweiten Weltkrieg trat Bailey in die Handelsmarine ein.
1944 gelang Bailey ein erstes Engagement am Broadway, das Stück Last Stop wurde jedoch nach 23 Aufführungen abgesetzt. Erst mit dem Beginn der 1950er Jahre nahm seine Schauspielkarriere wieder Schwung auf. Er hatte unter anderem kleinere Nebenrollen in Billy Wilders Sabrina und Alfred Hitchcocks Vertigo sowie etwas größere Rollen in den B-Movie-Klassikern Tarantula und Die unglaubliche Geschichte des Mister C. Daneben war er ein vielgebuchter Gaststar von Fernsehserien wie Alfred Hitchcock Presents, 77 Sunset Strip und Bonanza. Auch trat er zwischen 1953 und 1955 in verschiedenen Produktionen am Broadway auf, unter anderem als Captain Southard in 415 Aufführungen von The Caine Mutiny Court-Martial (Caine – Die Meuterei vor Gericht) mit Henry Fonda in der Hauptrolle.
Seine bekannteste Rolle spielte er ab 1962 in der Sitcom The Beverly Hillbillies, die in den USA eine der populärsten Serien der 1960er-Jahre war. Bis 1971 spielte er darin in 247 Folgen den geldgierigen Bankdirektor Milburn Drysdale. Nachdem die Serie abgesetzt wurde, spielte er noch zwei Filmrollen (darunter die Disney-Produktion Herbie groß in Fahrt), bevor er sich im Jahr 1975 zur Ruhe setzte.
Raymond Bailey starb am 15. April 1980 im Alter von 75 Jahren in Irvine, Kalifornien, an einem Herzinfarkt. Sein Körper wurde eingeäschert und seine Asche wurde auf See verstreut. Er wurde von seiner Frau Gaby Aida George (1914–1985) überlebt.

## Filmografie (Auswahl)
- 1939: Zwölf Monate Bewährungsfrist (Invisible Stripes)
- 1939: Die wilden Zwanziger (The Roaring Twenties)
- 1939: Ein ideales Paar (Made for Each Other)
- 1939: Todesangst bei jeder Dämmerung (Each Dawn I Die)
- 1940: Schwarzer Freitag (Black Friday)
- 1940: Liebling, du hast dich verändert (I Love You Again)
- 1941: Dr. Kildare: Vor Gericht (The People vs. Dr. Kildare)
- 1942: Thema: Der Mann (The Male Animal)
- 1949: Venus am Strand (The Girl from Jones Beach)
- 1954: Sabrina
- 1955: Das Mädchen auf der Samtschaukel (The Girl in the Red Velvet Swing)
- 1955: Tarantula
- 1955/1958: Rauchende Colts (Gunsmoke; Fernsehserie, 2 Folgen)
- 1955–1962: Alfred Hitchcock Presents (Fernsehserie, 11 Folgen)
- 1956: Klar Schiff zum Gefecht (Away All Boats!)
- 1956: Picknick (Picnic)
- 1956: Playboy – Marsch, marsch! (The Girl He Left Behind)
- 1957: Die unglaubliche Geschichte des Mister C. (The Incredible Shrinking Man)
- 1957: Weint um die Verdammten (Band of Angels)
- 1958: Von Panzern überrollt (Darby’s Rangers)
- 1958: Der Henker ist unterwegs (The Lineup)
- 1958: Blindgänger der Kompanie (No Time for Sergeants)
- 1958: Laßt mich leben (I Want to Live!)
- 1958: Vertigo – Aus dem Reich der Toten (Vertigo)
- 1958: The Space Children
- 1959: Al Capone
- 1959–1960: Black Saddle (Fernsehserie, 3 Folgen)
- 1959–1960: 77 Sunset Strip (Fernsehserie, 3 Folgen)
- 1959–1962: Bonanza (Fernsehserie, 3 Folgen)
- 1959–1962: Am Fuß der blauen Berge (Laramie; Fernsehserie, 3 Folgen)
- 1959–1964: Twilight Zone (Fernsehserie, 3 Folgen)
- 1960: Von der Terrasse (From the Terrace)
- 1960: Der Admiral (The Gallant Hours)
- 1960: Kein Fall für FBI (The Detectives; Fernsehserie, 1 Folge)
- 1960–1961: My Sister Eileen (Fernsehserie, 25 Folgen)
- 1961: Der fliegende Pauker (The Absent-Minded Professor)
- 1962: 5 Wochen im Ballon (Five Weeks in a Balloon)
- 1962–1971: The Beverly Hillbillies (Fernsehserie, 247 Folgen)
- 1974: Herbie groß in Fahrt (Herbie Rides Again)
- 1975: Der Retorten-Goliath (The Strongest Man in the World)